# Bourgon
Bourgon é uma comuna francesa na região administrativa da Pays de la Loire, no departamento de Mayenne. Estende-se por uma área de 20,97 km². Em 2010 a comuna tinha 645 habitantes (densidade: 30,8 hab./km²).